# Fernando Augusto Pereira Bueno Júnior
Fernando Augusto Pereira Bueno Júnior (Santa Maria, 14 settembre 1999) è un calciatore brasiliano, difensore dell'Athl. Paranaense.

## Carriera
Fernando ha iniziato la sua carriera nella squadra della sua città natale, il Novo Horizonte, transitando per un breve periodo nelle giovanili del Barra-SC. Nel 2017 è stato incluso nella rosa dell'Inter de Santa Maria per il Campeonato Gaúcho Série A2, dove ha giocato i suoi primi incontri da professionista.
Nel 2018, dopo brevi periodi nelle giovanili di Mirassol e Ferroviária, è stato acquistato dalla Chapecoense. Il 28 novembre 2019, dopo aver terminato il suo periodo formativo, è stato ceduto in prestito al São Luiz per le competizioni del 2020. Il 21 gennaio 2021 Fernando è passato al Marcílio Dias con la stessa formula, prestito prorogato in seguito fino al termine dell'anno, dove ha ottenuto un buon minutaggio.
Tornato alla Chapecoense per la stagione 2022 è stato confermato in prima squadra di cui è stato protagonista con 48 presenze. Il 15 gennaio 2023 si è trasferito all'Athl. Paranaense con cui ha firmato un contratto quadriennale. L'11 maggio ha esordito in Série A nella vittoria esterna per 2-0 contro l'Internacional.

## Statistiche

### Presenze e reti nei club
Statistiche aggiornate all'11 giugno 2023.
| Stagione             | Squadra              | Campionato           | Campionato | Campionato | Coppe nazionali | Coppe nazionali | Coppe nazionali | Coppe continentali | Coppe continentali | Coppe continentali | Altre coppe | Altre coppe | Altre coppe | Totale | Totale | Totale |
| Stagione             | Squadra              | Comp                 | Pres       | Reti       | Comp            | Pres            | Reti            | Comp               | Pres               | Reti               | Comp        | Pres        | Reti        | Pres   | Reti   |        |
| -------------------- | -------------------- | -------------------- | ---------- | ---------- | --------------- | --------------- | --------------- | ------------------ | ------------------ | ------------------ | ----------- | ----------- | ----------- | ------ | ------ | ------ |
| 2017                 | Inter de Santa Maria | SD/RS                | 9          | 1          |                 | -               | -               |                    | -                  | -                  |             | -           | -           | 9      | 1      |        |
| 2020                 | São Luiz             | PD/RS+D              | 0          | 0          | CB              | 0               | 0               |                    | -                  | -                  |             | -           | -           | 0      | 0      |        |
| 2020                 | Marcílio Dias        |                      | -          | -          |                 | -               | -               |                    | -                  | -                  | CSC         | 2           | 0           | 2      | 0      |        |
| 2021                 | Marcílio Dias        | PD/SC+D              | 9+14       | 0          |                 | -               | -               |                    | -                  | -                  | CSC         | 9           | 0           | 32     | 0      |        |
| Totale Marcílio Dias | Totale Marcílio Dias | Totale Marcílio Dias | 23         | 0          |                 | -               | -               |                    | -                  | -                  |             | 11          | 0           | 34     | 0      |        |
| 2022                 | Chapecoense          | PD/SC+A              | 11+36      | 1+0        | CB              | 1               | 0               |                    | -                  | -                  |             | -           | -           | 48     | 1      |        |
| 2023                 | Athl. Paranaense     | A1/PR+A              | 5+5        | 0          | CB              | 2               | 0               | CL                 | 2                  | 0                  |             | -           | -           | 14     | 0      |        |
| Totale carriera      | Totale carriera      | Totale carriera      | 89         | 2          |                 | 3               | 0               |                    | 2                  | 0                  |             | 11          | 0           | 105    | 2      |        |

## Palmarès

### Club

#### Competizioni statali
- Campionato Paranaense: 1

Athletico Paranaense: 2023